# Cyclopyge
Cyclopyge là một chi bướm ngày thuộc họ Bướm nâu.